# Закаменский клад
Закаменский клад — клад медно-бронзовых изделий, открытый в 1958 году в Закаменском районе Республики Бурятии возле дороги между сёлами Михайловка и Усть-Бургалтай. Относится к скифо-тагарскому времени (бронзовый век). Клад состоял из медно-бронзовых изделий (ножи, рукоять кинжала, кельты, шилья, обломок котла скифского типа) и предметов конской сбруи — всего 39 предметов. Орудия из клада, предположительно, принадлежали мастеру-литейщику, по другой версии это были предметы, награбленные из могил. Основная часть находок хранится в Музее истории Бурятии имени М. Н. Хангалова.

## Клад
В 1958 году, по данным археолога Е. А. Хамзиной, во время строительства шоссе возле скалы, примыкающeй к дороге, на участке трассы между сёлами Михайловка и Усть-Бургалтай, недалеко от реки Джиды, дорожными рабочими на глубине около 1,5 метра был обнаружен клад медно-бронзовых изделий, состоящий из 39 предметов. Учитель местной школы В. Ф. Герасимов передал 34 найденных предмета в Музей истории Бурятии. В 1988 году Н. В. Именохоевым и И. А. Батуевым восточнее села Михайловки во время археологической разведки был обнаружен ещё один предмет — дугообразнообушковый нож. Закаменский клад — единственная находка такого типа в Бурятии. В 2015 году Музей истории Бурятии, впервые в полном объёме, представил предметы из клада на выставке «Археологические памятники Бурятии».
Находки из клада были отнесены к бронзовому веку, Е. А. Хамзина датировала рассмотренный клад VI—IV вв. до н. э., Ю. С. Гришин несколько уточнял эту дату и датировал памятник VI—V вв. до н. э. Клад относится к скифо-тагарскому времени (раннетагарский период), подтверждением чему является найденный нож явно относящийся к тагарскому типу — он имеет несколько петельных отверстий на рукояти. Такой нож аналогичен минусинским ножам, которые были отнесены к VII—V вв. до н. э. (первая стадия тагарской эпохи). Среди других находок из клада подтвердить эту дату может, например, фрагмент рукояти кинжала вкладышевого типа, имеющий аналоги в раннетагарских минусинских кинжалах. Также аналоги трёх шильев с грибовидной головкой из клада находили в памятниках Минусинской котловины, относящиеся к первой стадии тагарской культуры (1-е тысячелетие до н. э). Такие шилья имеют четырёхгранные острия, округлую в сечении рукоятку с вертикальными петельками и заканчиваются широкими и небольшими шляпками.
Большинство находок из клада частично поломаны, сработаны или неудачно отлиты и скорее всего представляли собой заготовки металлического лома и принадлежали древнему литейщику, по другой версии это спрятанные предметы, которые были награблены из могил. Подобные клады медно-бронзовых изделий, относящихся к скифо-тагарскому времени, известны по памятникам Минусинской котловины.

## Находки
Клад состоял из 39 предметов, 34 из них были переданы в музей истории Бурятии: 19 ножей, одна рукоять кинжала, четыре кельта, два шила, а также пять предметов конской сбруи, обломок котла скифского типа, мотки проволоки и один обломок шила. Основная часть находок была представлена ножами кольчатыми, петельными и «плоскосрезными», которые в основной массе имели дугообразнообушковскую форму с сохранением карасукских черт (желобчатость рукоятки, отогнутось спинки клинка, в особенности его окончание). В то же время ножи были менее массивны, чем их аналоги — забайкальские ножи карасукского типа, также они имели несколько утончённую, чётко выделенную лезвийную полосу, которая ограничивала лезвие от клинка. Ножи из клада отливались в разных формах и имели разные размеры, но всё равно многие из них походили друг на друга. Предметы были в хорошей сохранности, на многих не было видно следов употребления.
По находкам был проведён спектральный анализ клада, который показал, что основным материалом из которого были сделаны орудия являлась медь, в процентном содержании она составляла более 90 %, в качестве специальной легирующий присадки использовалось олово (0,82 — 7,2 %).
Найденные четыре кельты были отнесены к двум типам: клиновидным и асимметричным. Все кельты имели втулку на месте обуха, отличались размерами и формами. Похожие орудия известны из случайных находок на территории Забайкалья и Монголии (VII—V вв. до н. э.) Также в кладе имелись шесть соединённых друг с другом спиральных медно-бронзовых моточков проволоки.
Предметы конской сбруи в кладе представлены двумя бляшками (одна со сплошным основанием сферической формы, другая с широким круглым отверстием в центре), большой бронзовой бляхой, округлой ворворкой с отверстием в центре, округло-овальной пряжкой. Бляшки имеют аналоги в тасмолинской культуре Центрального Казахстана VII—V вв. до н. э. Ворворка датируется скифо-тагарским временем, пряжка же похожа по форме с некоторыми различиями на минусинкие тагарские пряжки VII—VI вв. до н. э.